# Landtagswahl in Oberösterreich 1949
- SPÖ: 15
- ÖVP: 23
- VDU: 10

Die Landtagswahl in Oberösterreich 1949 fand am 9. Oktober 1949 statt.
Dabei verlor die Österreichische Volkspartei (ÖVP) ihre absolute Mehrheit, auch die Sozialistische Partei Österreichs (SPÖ) musste schwere Verluste hinnehmen, die vor allem der erstmals antretenden Wahlpartei der Unabhängigen (WdU) zugutekamen, die 20,8 Prozent erreichte.

## Wahlergebnis
|                                         | Ergebnisse 1949 | Ergebnisse 1949 | Ergebnisse 1949 | Ergebnisse 1945  | Ergebnisse 1945  | Ergebnisse 1945  | Differenzen | Differenzen | Differenzen |
| --------------------------------------- | --------------- | --------------- | --------------- | ---------------- | ---------------- | ---------------- | ----------- | ----------- | ----------- |
| Wahlberechtigte                         | 626.844         | 626.844         | 626.844         | 516.845          | 516.845          | 516.845          | + 109.999   | + 109.999   | + 109.999   |
| Wahlbeteiligung                         | 95,72 %         | 95,72 %         | 95,72 %         | 92,20 %          | 92,20 %          | 92,20 %          | + 3,52 %    | + 3,52 %    | + 3,52 %    |
|                                         | Stimmen         | %               | Mand.           | Stimmen          | %                | Mand.            | Stimmen     | %           | Mand.       |
| Abgegebene Stimmen                      | 600.024         |                 |                 | 476.513          |                  |                  | + 123.511   |             |             |
| Ungültig                                | 5.831           | 0,97 %          |                 | 5.566            | 1,17 %           |                  | + 265       | − 0,20 %    |             |
| Gültig                                  | 594.193         | 99,03 %         |                 | 470.947          | 98,83 %          |                  | + 123.246   | + 0,20 %    |             |
| Partei                                  |                 |                 |                 |                  |                  |                  |             |             |             |
| Österreichische Volkspartei (ÖVP)       | 267.379         | 45,00 %         | 23              | 278.045          | 59,05 %          | 30               | − 10.666    | - 14,05 %   | - 7         |
| Sozialistische Partei Österreichs (SPÖ) | 183.006         | 30,80 %         | 15              | 180.454          | 38,32 %          | 18               | + 2.552     | - 7,52 %    | - 3         |
| Wahlpartei der Unabhängigen (WdU)       | 123.613         | 20,80 %         | 10              | nicht kandidiert | nicht kandidiert | nicht kandidiert | + 123.613   | + 20,80 %   | + 10        |
| Kommunistische Partei Österreichs (KPÖ) | 18.461          | 3,11 %          | –               | 12.418           | 2,64 %           | –                | + 6.043     | + 0,47 %    | ± 0         |
| 4. Partei (4.P)                         | 904             | 0,15 %          | 0               | nicht kandidiert | nicht kandidiert | nicht kandidiert | + 904       | + 0,15 %    | ± 0         |
| Demokratische Union (DU)                | 830             | 0,14 %          | 0               | nicht kandidiert | nicht kandidiert | nicht kandidiert | + 830       | + 0,14 %    | ± 0         |
| Gesamt                                  | 594.193         | 100,00 %        | 48              | 470.947          | 100,00 %         | 48               | + 123.246   |             |             |